# Landwirtschaftliche Betriebslehre
Die landwirtschaftliche Betriebslehre ist innerhalb der Betriebswirtschaftslehre eine spezielle Betriebslehre, die den Agrarsektor untersucht und einen Teilbereich der Agrarökonomie darstellt.

## Forschungsgegenstand
Erkenntnisobjekt der landwirtschaftlichen Betriebslehre ist der landwirtschaftliche Betrieb und damit die mikroökonomische Ebene des Wirtschaftssektors Landwirtschaft.
Hauptaufgabe der landwirtschaftlichen Betriebslehre ist es, Grundsätze aufzuzeigen, die zu einer Verbesserung der Wirtschaftlichkeit oder zur Verwirklichung zusätzlicher Unternehmerziele im landwirtschaftlichen Betrieb führen. Auf der Grundlage betriebswirtschaftlicher Gesetzmäßigkeiten und der Berücksichtigung wechselnder Voraussetzungen soll der Betriebsleiter die jeweils richtige Entscheidung für den Betrieb treffen können.

## Geschichtliche Entwicklung
Die landwirtschaftliche Betriebslehre ist eine relativ junge Wissenschaft. Ihre Anfänge liegen zu Beginn des 19. Jahrhunderts mit den Arbeiten von Albrecht Daniel Thaer und Johann Heinrich von Thünen.
Albrecht Daniel Thaer gilt als Begründer der Agrarwissenschaften. Neben der Einrichtung der ersten landwirtschaftlichen Forschungs- und Lehranstalten veröffentlichte er auch die erste Abhandlung zur landwirtschaftlichen Betriebslehre („Grundsätze der rationellen Landwirtschaft“, Berlin, 1806). Darin rückt er den ökonomischen Aspekt des Handelns in der Landwirtschaft in den Vordergrund und gibt der Erzielung eines möglichst hohen Gewinnes den Vorrang vor einer möglichst hohen Produktion.
Johann Heinrich von Thünen, Schüler und Zeitgenosse Thaers, setzt die Gedanken Thaers in seinem vierbändigen Werk „Der isolierte Staat in Beziehung auf Landwirtschaft und Nationalökonomie“ (4. Auflage, Stuttgart, 1966) fort. Dabei geht er von einer ganz konsequent auf die Erzielung eines möglichst hohen Reingewinns ausgerichteten Landwirtschaft aus und versucht die Veränderung der landwirtschaftlichen Produktion bei Annäherung an den Markt festzustellen. Das Ergebnis sind die sog. Thünensche Ringe. Zudem beschäftigt sich v. Thünen mit der Marginalanalyse, die auch heute noch zum wichtigen methodischen Instrumentarium der landwirtschaftlichen Betriebslehre und der gesamten Wirtschaftswissenschaft zählt.
In der wissenschaftlichen Auseinandersetzung des 19. Jahrhunderts gewinnen indes Fragen der Naturwissenschaften und der Technik die Oberhand.
Erst zu Beginn des 20. Jahrhunderts greifen Agrarökonomen wie Friedrich Aereboe und Theodor Brinkmann die Arbeiten Thünens wieder auf und entwickeln sie weiter. Sie entwerfen die ganzheitliche Betrachtungsweise des Betriebes, indem sie die Beziehungen und die Verflechtungen zwischen den einzelnen Betriebszweigen darstellen. Sie sehen darüber hinaus die Landwirtschaft in ihrem gesamtwirtschaftlichen Zusammenhang und erkennen den Einfluss der volkswirtschaftlichen Entwicklung auf diesen Sektor.
Die Zeit nach dem Zweiten Weltkrieg ist durch das systematische Bemühen um eine rechnerische Durchdringung des landwirtschaftlichen Betriebes gekennzeichnet: Aufbauend auf dem Grenzwertprinzip werden Rechenmethoden entwickelt, die dazu dienen, den Betrieb in seiner organischen Ganzheit beurteilen zu können. Durch die Übernahme und Weiterentwicklung der Linearen Optimierung gelingt dies noch besser. Die weiteren Entwicklungen der landwirtschaftlichen Betriebslehre sind vom zunehmenden Streben nach weiterer Quantifizierung gekennzeichnet. Allerdings steht weiterhin der landwirtschaftliche Betrieb im Mittelpunkt der Untersuchungen und so sollte die landwirtschaftliche Betriebslehre als angewandte Wissenschaft den Landwirten bei der Lösung ihrer existentiellen Probleme Entscheidungshilfen bieten.
Derzeit spielen neben den quantitativen Planungsmethoden auch qualitative Planungsmethoden (wie z. B. die SWOT-Analyse oder die Szenario-Technik) eine Rolle in der Landwirtschaftlichen Betriebslehre. Sie werden als Werkzeuge zur betrieblichen Planung und für strategische Entscheidungen angewendet.

## Inhalte
- Produktionsgrundlagen des landwirtschaftlichen Betriebes (Produktionsfaktoren Boden, Arbeit, Kapital)
- Produktionstheorie
- Wirtschaftlichkeit des Produktionsmitteleinsatzes (Produktivität, Konzentration, Rentabilität)
- Investition und Finanzierung
- Rechnungssysteme in der betriebswirtschaftlichen Betrachtung des landwirtschaftlichen Unternehmens
  - Leistungs-Kostenrechnung: Vollkostenrechnung (z. B. Betriebszweigabrechnung); Teilkostenrechnung (insbesondere Deckungsbeitragsrechnung)
  - Ertrags-Aufwands-Rechnung,
  - Planungsrechnung (Lineare Optimierung, Programmplanung)
- Wirtschaftlichkeit der Produktionsverfahren (z. B. Wirtschaftlichkeit der Milchviehhaltung)
- Betriebsorganisation und Betriebsplanung